# A-Junioren-Bundesliga 2006/07
Die A-Junioren-Bundesliga 2006/07 war die vierte Saison der 2003 gegründeten A-Junioren-Bundesliga. Sie wurde wie auch die Jahre zuvor in drei Staffeln gespielt.
Am Saisonende spielten die drei Staffelsieger sowie der Vizemeister der Staffel Süd/Südwest um die deutsche Meisterschaft. Die Halbfinals wurden in Hin- und Rückspiel, das Finale in einem Spiel ausgetragen.
Die drei letztplatzierten Mannschaften der drei Staffeln stiegen in die Regionalligen ab.
Deutscher A-Juniorenmeister wurde Bayer Leverkusen, das sich im Finale gegen den Vorjahresfinalisten Bayern München mit 2:1 n. V. durchsetzen konnte.

## Nord/Nordost
| Pl. | Verein                       | Sp. | Tore   | Punkte |
| --- | ---------------------------- | --- | ------ | ------ |
| 01. | Werder Bremen                | 26  | 103:16 | 70     |
| 02. | VfL Wolfsburg                | 26  | 056:21 | 61     |
| 03. | Hertha BSC (M)               | 26  | 058:30 | 53     |
| 04. | Hamburger SV                 | 26  | 051:42 | 41     |
| 05. | Hansa Rostock                | 26  | 048:44 | 39     |
| 06. | Hannover 96                  | 26  | 041:43 | 36     |
| 07. | FC Sachsen Leipzig           | 26  | 037:33 | 35     |
| 08. | Energie Cottbus              | 26  | 034:37 | 35     |
| 09. | Chemnitzer FC (N)            | 26  | 036:43 | 34     |
| 10. | Rot-Weiß Erfurt              | 26  | 044:64 | 31     |
| 11. | Tennis Borussia Berlin       | 26  | 041:56 | 28     |
| 12. | Holstein Kiel (N)            | 26  | 032:56 | 22     |
| 13. | Tasmania Gropiusstadt        | 26  | 031:68 | 21     |
| 14. | SC Vier- und Marschlande (N) | 26  | 023:82 | 10     |

| (M) | Meister der letzten Saison    |
| (N) | Aufsteiger der letzten Saison |

### Torschützenliste
|    |             | Spieler                 | Verein          | Tore |
| -- | ----------- | ----------------------- | --------------- | ---- |
| 1. | Deutschland | Christian Beck          | Rot-Weiß Erfurt | 24   |
| 1. | Deutschland | Alexander Neumann       | Werder Bremen   | 24   |
| 3. | Danemark    | Andreas Granskov Hansen | Werder Bremen   | 20   |
| 4. | Deutschland | Benjamin Förster        | Chemnitzer FC   | 17   |
| 5. | Deutschland | Sebastian Huke          | Hertha BSC      | 16   |

## West
| Pl. | Verein                   | Sp. | Tore  | Punkte |
| --- | ------------------------ | --- | ----- | ------ |
| 01. | Bayer 04 Leverkusen      | 26  | 87:30 | 69     |
| 02. | FC Schalke 04 (M)        | 26  | 67:18 | 61     |
| 03. | Borussia Dortmund        | 26  | 49:31 | 52     |
| 04. | Arminia Bielefeld        | 26  | 59:51 | 42     |
| 05. | 1. FC Köln               | 26  | 67:40 | 41     |
| 06. | MSV Duisburg (N)         | 26  | 59:43 | 40     |
| 07. | Borussia Mönchengladbach | 26  | 46:38 | 36     |
| 08. | Alemannia Aachen (N)     | 26  | 53:48 | 35     |
| 09. | Rot Weiss Ahlen          | 26  | 47:65 | 32     |
| 10. | Rot-Weiss Essen          | 26  | 37:47 | 30     |
| 11. | VfL Bochum               | 26  | 41:55 | 28     |
| 12. | SG Wattenscheid 09       | 26  | 37:56 | 24     |
| 13. | SpVgg Erkenschwick (N)   | 26  | 15:94 | 15     |
| 14. | Bonner SC                | 26  | 21:69 | 09     |

| (M) | Meister der letzten Saison    |
| (N) | Aufsteiger der letzten Saison |

### Torschützenliste
|    |             | Spieler             | Verein              | Tore |
| -- | ----------- | ------------------- | ------------------- | ---- |
| 1. | Deutschland | Simon Terodde       | MSV Duisburg        | 21   |
| 2. | Deutschland | Deniz Naki          | Bayer 04 Leverkusen | 20   |
| 3. | Deutschland | Matthias Haeder     | Arminia Bielefeld   | 19   |
| 4. | Deutschland | Tayfun Pektürk      | FC Schalke 04       | 15   |
| 4. | Deutschland | Dennis Schmidt      | Bayer 04 Leverkusen | 15   |
| 4. | Deutschland | Richard Sukuta-Pasu | Bayer 04 Leverkusen | 15   |

## Süd/Südwest
| Pl. | Verein                | Sp. | Tore  | Punkte |
| --- | --------------------- | --- | ----- | ------ |
| 01. | FC Bayern München     | 26  | 59:22 | 57     |
| 02. | 1. FC Kaiserslautern  | 26  | 42:29 | 49     |
| 03. | 1. FSV Mainz 05 (N)   | 26  | 53:39 | 48     |
| 04. | VfB Stuttgart         | 26  | 50:31 | 45     |
| 05. | SC Freiburg (M)       | 26  | 44:24 | 42     |
| 06. | SpVgg Greuther Fürth  | 26  | 29:27 | 42     |
| 07. | TSV 1860 München      | 26  | 44:33 | 39     |
| 08. | Wacker Burghausen (N) | 26  | 35:41 | 37     |
| 09. | Karlsruher SC         | 26  | 34:37 | 31     |
| 10. | TSG 1899 Hoffenheim   | 26  | 33:38 | 30     |
| 11. | Stuttgarter Kickers   | 26  | 32:50 | 28     |
| 12. | 1. FC Nürnberg        | 26  | 32:52 | 23     |
| 13. | SSV Reutlingen 05 (N) | 26  | 24:60 | 19     |
| 14. | SSV Ulm 1846          | 26  | 25:53 | 18     |

| (M) | Meister der letzten Saison    |
| (N) | Aufsteiger der letzten Saison |

### Torschützenliste
|    |             | Spieler          | Verein               | Tore |
| -- | ----------- | ---------------- | -------------------- | ---- |
| 1. | Deutschland | Thomas Kurz      | Wacker Burghausen    | 13   |
| 2. | Deutschland | Oliver Heil      | 1. FSV Mainz 05      | 12   |
| 3. | Deutschland | Vllaznim Dautaj  | 1. FC Kaiserslautern | 11   |
| 4. | Deutschland | Daniel Brosinski | Karlsruher SC        | 10   |
| 4. | Italien     | Marco di Maria   | 1. FSV Mainz 05      | 10   |

## Endrunde um die Deutsche A-Junioren-Meisterschaft 2007

### Halbfinale
|                  | Gesamt |                      | Hinspiel (13.6.2007) | Rückspiel (13.6.2007) |
| ---------------- | ------ | -------------------- | -------------------- | --------------------- |
| Bayer Leverkusen | 6:1    | 1. FC Kaiserslautern | 4:1 (2:1)            | 2:0 (1:0)             |
| Werder Bremen    | 4:6    | Bayern München       | 2:2 (1:1)            | 2:4 (0:3)             |

### Finale
Das Finale fand am 24. Juni 2007 in der Leverkusener BayArena statt.
| Paarung             | Bayer 04 Leverkusen – FC Bayern München |
| Ergebnis            | 2:1 n. V. (1:1, 0:1) |
| Datum               | 24. Juni 2007 |
| Stadion             | BayArena, Leverkusen |
| Zuschauer           | 22500 |
| Schiedsrichter      | Michael Kempter (Sauldorf); Assistenten: Wolfgang Walz (Pfedelbach) und Arno Blos (Deizisau) |
| Tore                | 0:1 Müller (10.) 1:1 Oczipka (76.) 2:1 Hettich (97.) |
| Bayer 04 Leverkusen | David Hohs – Oliver Petersch (78. Cihan Kaptan), Bastian Oczipka, Stefan Reinartz, Kim Falkenberg – Sevdail Selmani, Jens Hegeler (74. Alexander Hettich), Deniz Naki, Julian Schauerte (46. Richard Sukuta-Pasu, 114. Fabian Nowak) – Dennis Schmidt, Marcel Risse Cheftrainer: Thomas Hörster  |
| FC Bayern München   | Thomas Kraft – Jakob Engelmann (64. Mehmet Ekici), Björn Kopplin, Sebastian Langkamp, Holger Badstuber – Thomas Müller (71. Steffen Schneider, 109. Alexander Buch), Toni Kroos, Stefan Rieß – Alexander Benede, Dominik Rohracker, Deniz Yılmaz (89. Viktor Bopp) Cheftrainer: Kurt Niedermayer |